# Muzeul Sătesc din Celaru
Muzeul Sătesc din Celaru este un muzeu din Celaru, încadrat de cIMeC la categoria „muzee în subordinea unui minister (în afară de Ministerul Culturii)”. Expune obiecte etnografice specifice zonei.